# Oberhof (Gericht)
Ein Oberhof war im Spätmittelalter eine Einrichtung im Deutschen Reich, die Rechtauskünfte erteilte und über Recht belehrte. In der Regel wurde der Oberhof für Gerichte tätig, manchmal aber auch für Privatpersonen.

## Geschichte
Die Institution des Oberhofs stammt aus dem Fränkischen Rechtskreis, im Sachsenspiegel und anderen nord-ostdeutschen Rechten ist sie nicht zu finden. Reichsrechtliche Anerkennung fand die Einrichtung durch Art. 219 der Constitutio Criminalis Carolina. Es gibt angesichts der großen Zahl von Oberhöfen mit einem zum Teil recht kleinen Zuständigkeitsbereich keine vollständige Aufstellung über die Oberhöfe.
Die Oberhöfe entstanden aus unterschiedlichen Gegebenheiten. Als Hauptgruppen lassen sich unterscheiden: 

### Stadtrechtliche Oberhöfe
Sie entstanden in Städten, die ein eigenes Stadtrecht ausbildeten, das wiederum bei Stadtrechtsverleihungen des Königs an andere Orte als maßgeblich mitgegeben wurde. Die Gerichte der mit dem jeweiligen Recht bewidmeten Städte waren auf das Gericht der Herkunftsstadt ihres Rechts als Oberhof verwiesen. Es gab aber auch Fälle der eigenständigen Inanspruchnahme der Expertise eines Oberhofs durch ein Gericht, ohne das dessen Stadt mit dem entsprechenden Recht bewidmet war. Bewidmung und gewohnheitsmäßige Inanspruchnahme gaben der sich ausbildenden Institution Oberhof ihren Inhalt und ihr Ansehen. Aus dem Verbund der Städte, die diesem Oberhof die Expertise für das jeweilige Stadtrecht zuerkannten, bildete sich ein Rechtskreis (auch: Stadtrechtsfamilie). Oberhöfe, die in solchen Strukturen entstanden, bilden die größte Gruppe unter den Oberhöfen.
Solche städtischen Oberhöfe gab es in Lübeck, Magdeburg, Brandenburg, Halle, Leipzig, Gelnhausen oder Neustadt.

### Reichsoberhöfe
Sie entstanden an Orten königlicher Herrschaftsmittelpunkte oder Pfalzen, ohne das eine Kontinuität der dort zunächst ausgeübten herrscherlichen Gerichtsbarkeit zu den späteren Oberhöfen nachgewiesen ist. Beispiele sind Aachen, Dortmund, Ingelheim oder Frankfurt am Main.

### Landrechtliche Oberhöfe
Diese scheinen relativ selten zu sein, werden aber in der Literatur erwähnt, ohne das Beispiele angegeben sind. Ein Beispiel für einen landrechtlichen juristischen Oberhof war der Schöppenstuhl zu Eisenach, zuständig für alle Städte der Landgrafschaft Thüringen.

## Organisation
Es gab Oberhöfe, die gleichzeitig als Gericht tätig wurden – das war in der Mehrzahl der Fälle so –, aber auch solche, die ausschließlich Auskünfte zu Rechtsfragen erteilten, etwa in Magdeburg. In der Regel wurden hier Schöffen (rechtskundige „Laien“) unter dem Vorsitz eines Schultheißen tätig. Das Verfahren war bis in das 15. Jahrhundert hinein mündlich, erst dann wurde es verschriftlicht, Prozessakten einzusenden kam erst im 16. Jahrhundert auf. Die Schöffen berieten in nichtöffentlicher Sitzung – ohne den Schultheißen – und gaben diesem dann ihre Erkenntnis bekannt. Die Erkenntnisse – in der zeitgenössischen Formulierung immer „Urteil“ genannt, ohne dass sie das im heutigen Sinne sein mussten – wurden in einem Protokollbuch festgehalten und waren so als Präzedenzfälle in späteren Verfahren greifbar.

## Funktion
Die rechtssuchende Stelle wandte sich an den Oberhof, auf den sie verwiesen war oder bei dem sie die höchste Expertise für das bei ihr geltende Recht annahm. Ein echter Rechtszug bestand nicht. Die „Zuständigkeit“ des jeweiligen Oberhofs war eher gewohnheitsrechtlich geprägt. Es gab auch Fälle, in denen ein Oberhof sich an einen anderen Oberhof um Rechtsauskunft wandte.
Oberhöfe waren zunächst auch keine Rechtsmittelinstanzen. Ein Über- und Unterordnungsverhältnis ergab sich zwischen der dem Oberhof und den dort Rechtssuchenden nicht. Auch in die territoriale Zugehörigkeit einer Stadt griff dieses Verhältnis nicht ein. Die Auskunft eines Oberhofs wurde erst wirksam, wenn das ersuchende Gericht sie in sein Urteil übernahm, was aber nahezu ohne Ausnahme erfolgte, was wiederum auf der unbestrittenen Autorität des Oberhofs beruhte.
Erst im Verlauf des 15. Jahrhunderts verfestigte sich der Zug zum Oberhof in einer Form, die zunehmend ein Über- und Unterordnungsverhältnis zwischen den ersuchenden Gerichten und dem Oberhof führte. Gleichzeitig wurde es möglich, Urteile des Untergerichts durch den Oberhof prüfen zu lassen. Damit fungierte der Oberhof nun als Rechtsmittelinstanz. So entwickelte sich gebietsweise ein zweispuriges Rechtsmittelverfahren, weil sowohl ein Oberhof als auch eine landesherrliche Appellationsinstanz angerufen werden konnte.
Auskünfte wurden von Oberhöfen vor allem zu Fragen des Zivil- und Prozessrechts erteilt. Für seine Auskünfte erhob der Oberhof eine Gebühr.

## Ende
Die Tätigkeit der Oberhöfe nahm im 16. Jahrhundert stetig ab und verschwand dann ganz. Grund war, dass sich zunehmend römisches, gelehrtes Recht durchsetzte. Das führte dazu, dass die ersuchenden Gerichte sich für Rechtsauskünfte nicht mehr an ihre Oberhöfe, sondern an Stellen wandten, die mit studierten Juristen besetzt waren. Das konnten die juristische Fakultäten einer Universitäten, die landesherrliche Kanzlei oder ein landesherrliches Appellationsgericht sein. Unterstützt wurde dieser Trend durch Territorialherren, die Gerichten in ihrem Belegenheitsbereich den Rechtszug an einen landesfremden Oberhof verboten oder das mit einem Privilegium de non appellando absicherten.